# Casa de los Arenzana
La casa de los Arenzana está situada en Valladolid, (Castilla y León, España). Se trata de un edificio palaciego de al menos el siglo XVI. También conocida como casa de los Fernández de Muras o casa del Conde de Fuentenueva. Su entrada se encuentra en la calle san Ignacio de Valladolid, junto al Palacio del Marqués de Valverde, frente a la iglesia de San Miguel y San Julián, cerca de la Plaza de Fabio Nelli, donde se halla el palacio del mismo nombre, sede del Museo de Valladolid. En el siglo XVI, en torno a esta zona se encontraban las principales mansiones y casas palaciegas de la ciudad, tal como recuerda la ruta de El hereje, novela de Miguel Delibes que retrata el Valladolid de la época.

## Historia

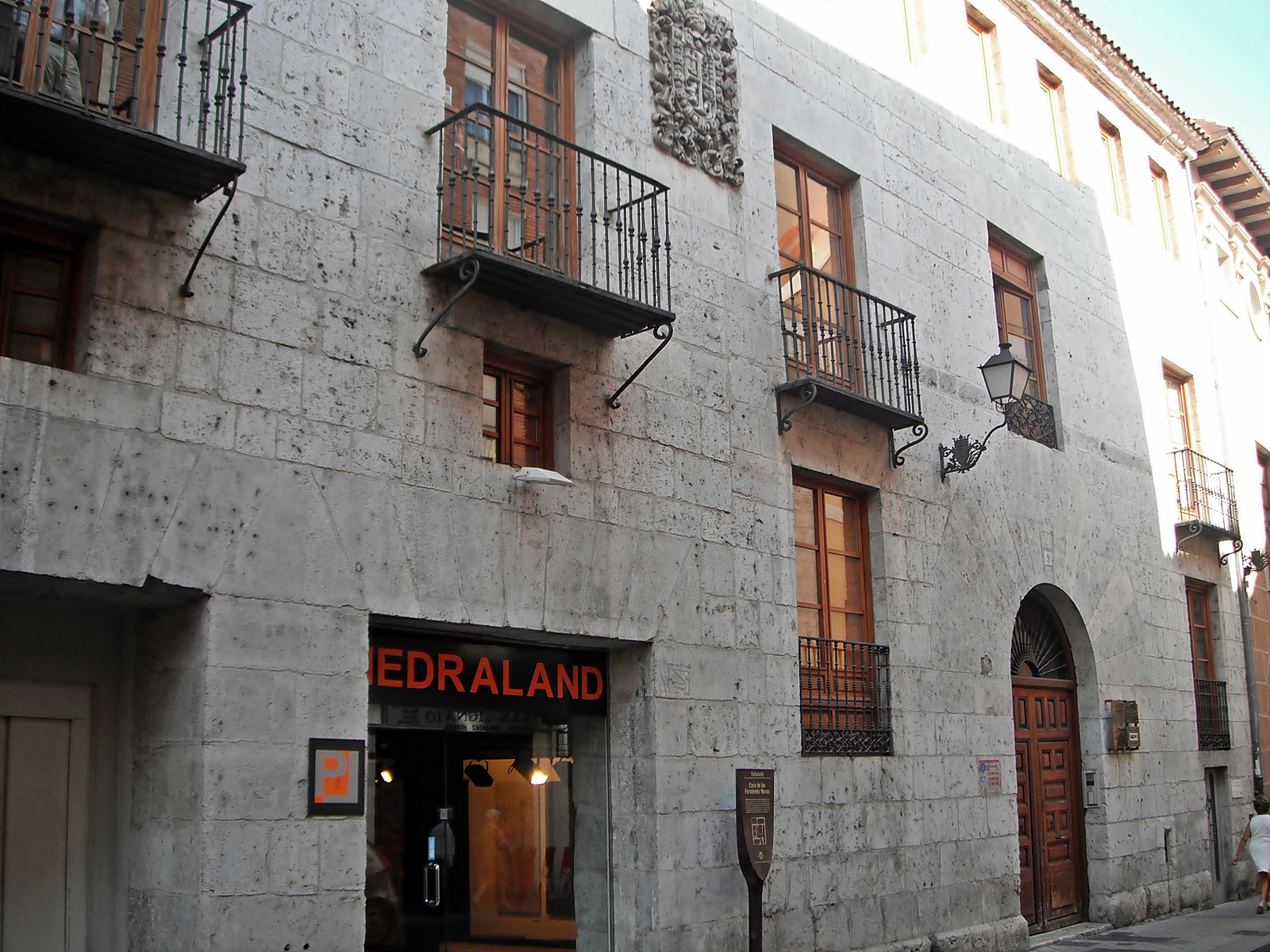
Vista desde otro ángulo

A mediados del siglo XVIII pertenecía a la familia de Fuentenueva de Arenzana, desconociéndose su propietario original. A juzgar por el tipo de construcción, su fachada y patio datan de la segunda mitad del siglo XVI. Fue declarada Monumento en 1997. En la actualidad está restaurada y mantiene su uso para vivienda. 

## Descripción
La casa mantiene los tres elementos palaciegos: zaguán, patio y escalera claustral. Es remarcable la calidad constructiva de su fachada en sillería, destacando la diferente distribución de los huecos, de gran dimensión, en la planta noble y en la planta alta las llamadas ventanas del "paseador".